# John Hopkins (Komponist)
John Hopkins (*  1949, in Polegate, Grafschaft East Sussex) ist ein britischer Komponist.

## Studium
Hopkins studierte am University College Cardiff. Zu seinen Lehrern zählen Alun Hoddinott und Arnold Whittall. Er nahm auch Kompositionsunterricht bei Peter Maxwell Davies. Im Jahre 2000 graduierte Hopkins an der University of Sussex mit einem D.Phil.

## Karriere
Hopkins wurde 1979 zum 'regional composer-in-residence' von der Eastern Arts Association (heute rts Council England East) in 1979 gewählt. Nachdem er verschiedene Lehrstühle innehatte, ist er derzeit (Stand 2011) Co-ordinator of Practice-Based Studies an der Faculty of Music der (University of Cambridge), und Director of Studies for Music am Homerton College.

## Werk
Sein For the Far Journey (1981) wurde vom Gemini Ensemble in Auftrag gegeben, und von demselben Ensemble auch uraufgeführt. Laut dem Musikjournalisten David Wright veranschaulicht diese Komposition für Hopkins Œuvre charakteristische Elemente, besonders die 'reizvollen Strukturen und die wirkungsvollen Tempi bei der Durchführung von Ideen'. White Winter, Black Spring ist ein Werk für 2 Stimmen und großes Instrumentalensemble; hier benutzte Hopkins Gedichte von Robert Lowell.

## Wichtige Kompositionen
- For the Far Journey (1981)
- The Magic Mountain (1983)
- White Winter, Black Spring (1985)
- Faustus (1986)
- Double Concerto for trumpet and saxophone (1994)
- Akhmatova Songs (2005)
- The Floating World for mezzo-soprano and orchestra (2008)
- Watching the Perseids (2008)